# Edgerton Highway
Der Edgerton Highway ist eine Hauptverkehrsstraße im Binnenland von Alaska, die auf einer Länge von 55 km Chitina am Copper River mit dem Richardson Highway bei Copper Center verbindet. Von Chitina führt die 94 km lange McCarthy Road weiter nach McCarthy am Fuße der Wrangell Mountains.
Die Straße folgt dem Verlauf eines alten Transportweges entlang dem Copper River. Sie ist Teil der Alaska Route 10.
Der Highway wurde nach Glenn Edgerton, einem Major der United States Army und Mitglied der Alaska Road Commission, benannt. 